# 佛陀与想太多的猪
《佛陀与想太多的猪》系列书是日本作家小泉吉宏的系列作品《ブッタとシッタカブッタ》的简体中文版。本書全名《佛陀與想太多的豬1：小幸福哲學》（ブッタとシッタカブッタ〈1〉こたえはボクにある）。日文版於1993年出版，簡體中文版於2013年出版。繁體中文版則於2006年出版。續作《佛陀與想太多的豬2：順其自然就好》（ブッタとシッタカブッタ〈２〉そのまんまでいいよ）及《佛陀與想太多的豬3：沒啥大不了》（ブッタとシッタカブッタ〈3〉なぁんでもないよ）分別在1996年及1999年出版。《佛陀與想太多的豬3：沒啥大不了》獲得第45屆文藝春秋漫畫賞。

## 外部參考
角川書店系列作. KADOKAWA.   [2024-02-18]. （原始内容存档于2024-02-18） （日语）.